# Transaminace

Schéma transaminace

Transaminace je z biochemického hlediska enzymová reakce významná pro metabolismus některých aminových kyselin.
Přesněji se jedná o reverzibilní přenos aminoskupiny z 2-aminokyseliny (AK) na 2-oxokyselinu (2-OK) dle rovnice 1:
1. AK1 + 2-OK2 ↔ 2-OK1 + AK2.

Příkladem transaminace je změna alaninu na kyselinu pyrohroznovou (pyruvát) za současné změny kyseliny oxaloctové (oxalacetátu) na kyselinu asparagovou.

## Role při deaminaci aminokyselin
Transaminace mezi aminokyselinou a 2-oxoglutarátem (α-ketoglutarátem) za vzniku 2-oxokyseliny a glutamátu (kyseliny glutamové) je důležitý krok při deaminaci (a tedy rozkladu) aminokyselin. Transaminaci podstupují nutně při svém odbourávání všechny aminokyseliny s výjimkou aspartátu (který se může zbavit své amino- skupiny přímo v průběhu močovinového cyklu) a glutamátu, který podléhá oxidační deaminaci (popř. je transaminován pomocí oxalacetátu za vzniku 2-oxoglutarátu a aspartátu). Enzymy katalyzující tyto reakce se nazývají aminotransferázy (starším názvem transaminasy) s prostetickou skupinou pyridoxal-5’-fosfátem (PLP).
Ve svalech při transaminaci slouží místo 2-oxoglutarátu jako příjemce -NH2 pyruvát za vzniku L-alaninu. L-alanin je krví dopravován do jater, kde je pak klasicky transaminován pomocí 2-oxoglutarátu za vzniku pyruvátu a L-glutamátu. Z pyruvátu lze v játrech procesem glukoneogeneze vystavět glukózu, která se krví opět dostane do svalu. Tento děj je známý jako alaninový-glukózový cyklus (neboli alaninový cyklus).